# 山丘别墅

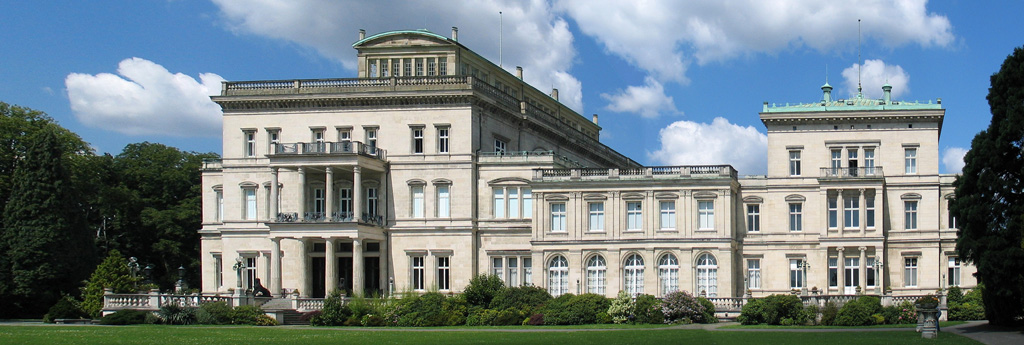
山丘别墅 (花园侧外观),左侧是图书馆和露台，中部为花园大厅，右侧是现代博物馆。

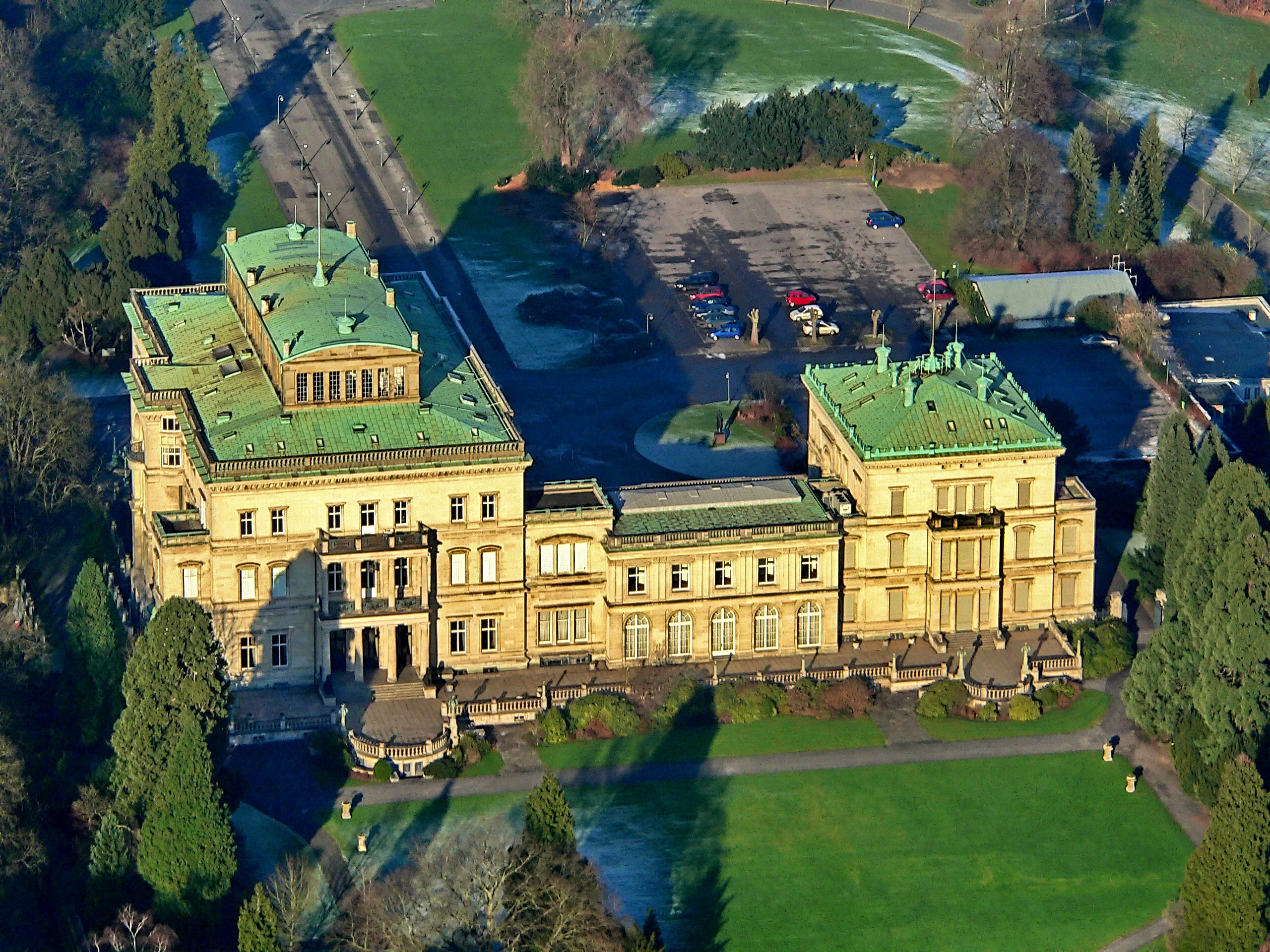
山丘别墅南侧的航拍图，2007

在埃森市布瑞德尼区的山丘别墅于1870-1873年间由Alfred Krupp建设，曾是工业家族克虏伯的住所以及社交宅邸。
主体建筑分为两部分：大屋（包括有图书馆，演奏大厅，主厅等）和小屋（现为克虏伯家族及公司历史展馆）
景区门票价格 成人5欧元 年票50欧元